# Vrbnica, Aleksandrovac
Vrbnica (izvirno srbsko Врбница) je naselje v Srbiji, ki upravno spada pod Občino Aleksandrovac; slednja pa je del Rasinskega upravnega okraja.

## Demografija
V naselju živi 432 polnoletnih prebivalcev, pri čemer je njihova povprečna starost 46,9 let (45,6 pri moških in 48,2 pri ženskah). Naselje ima 154 gospodinjstev, pri čemer je povprečno število članov na gospodinjstvo 3,36.
|  |

| Demografija | Demografija     | Demografija     |
| Leto        | Št. prebivalcev | Št. prebivalcev |
| ----------- | --------------- | --------------- |
|             |                 |                 |
|             |                 |                 |
|             |                 |                 |
|             |                 |                 |
| 1948        | 796             |                 |
| 1953        | 823             |                 |
| 1961        | 834             |                 |
| 1971        | 715             |                 |
| 1981        | 671             |                 |
| 1991        | 609             | 579             |
| 2002        | 564             | 518             |
|             |                 |                 |

| Etnična sestava po popisu iz leta 2002 | Etnična sestava po popisu iz leta 2002 | Etnična sestava po popisu iz leta 2002 | Etnična sestava po popisu iz leta 2002 | Etnična sestava po popisu iz leta 2002 |
| -------------------------------------- | -------------------------------------- | -------------------------------------- | -------------------------------------- | -------------------------------------- |
| Srbi                                   | Srbi                                   |                                        | 515                                    | 99,42%                                 |
| Hrvati                                 | Hrvati                                 |                                        | 1                                      | 0,19%                                  |
| Bolgari                                | Bolgari                                |                                        | 1                                      | 0,19%                                  |
| Neznano                                | Neznano                                |                                        | 1                                      | 0,19%                                  |